# Al-Dżanija
Al-Dżanija (arab. ‏الجانيه‎, al-Jāniya) – wieś w Palestynie, w muhafazie Ramallah i Al-Bira. Według danych szacunkowych Palestyńskiego Centralnego Biura Statystycznego w 2016 roku miejscowość liczyła 1488 mieszkańców.